# Rezerwat przyrody Wiejkowski Las im. Zbigniewa Wabiszczewicza
Rezerwat przyrody „Wiejkowski Las im. Zbigniewa Wabiszczewicza” – rezerwat leśny o powierzchni 130,09 ha, utworzony 12 sierpnia 2008 z inicjatywy Tomasza Szeszyckiego, w województwie zachodniopomorskim, w powiecie kamieńskim, w gminie Wolin oraz w powiecie goleniowskim, w gminie Przybiernów.
Rezerwat na dwóch enklawach, porośnięty starodrzewem na wzgórzach morenowych otoczonych bagiennymi i wilgotnymi lasami, torfowiskami, bagnami, jeziorami oraz rzeczkami. Enklawa większa, położona 2 km na południowy wschód od jeziora Ostrowo i 2,5 km na zachód od Brzozowa, oraz enklawa mniejsza, 2,5 km na południe-południowy zachód od jeziora Ostrowo i 1,7 km na wschód od Siniechowa.
Celem ochrony jest zachowanie borów i lasów bagiennych, torfowisk wysokich, śródleśnych jezior eutroficznych oraz bogatej populacji woskownicy europejskiej (Myrica gale) i cisa pospolitego (Taxus baccata).
Obszar rezerwatu podlega ochronie czynnej.
Nadzór: Nadleśnictwo Rokita.
W 2016 rezerwat nazwano imieniem Zbigniewa Wabiszczewicza – długoletniego leśniczego leśnictwa Wiejkówko w Nadleśnictwie Rokita.
Pomiędzy rezerwatem przyrody a jeziorem Ostrowo znajduje się zespół przyrodniczo-krajobrazowy „Mierzęciński Las” o powierzchni 273,07 ha.
W pobliżu prowadzi znakowany niebieski turystyczny Szlak Nad Bałtykiem i Zalewem Szczecińskim.